# Dlhá nad Kysucou
Dlhá nad Kysucou (Hongaars: Dlhavölgy) is een Slowaakse gemeente in de regio Žilina, en maakt deel uit van het district Čadca.
Dlhá nad Kysucou telt 524 inwoners.